# Universitas Istropolitana
Universitas Istropolitana (siden det 16. århundrede ofte omtalt som Academia Istropolitana) i Pressburg (i dags Bratislava) var det første universitet, der blev grundlagt i det nuværende Slovakiet.
Det blev grundlagt i 1465 af pave Paul II på efterspørgsel fra kong Matthias Corvinus. Det var det eneste universitet i Kongedømmet Ungarn på den tid, selvom det historisk ikke var det første på ungarsk territorie. Mange kendte lektorer fra Østrig, Italien og andre steder underviste på skolen. Universitetet ophørte med at eksistere omkring 1490 efter Matthias Corvinus' død. renæssanceuniversitetsbygningen findes stadig i Bratislava, hvor den nu huser Vysoká škola múzických umení v Bratislave (Universitetet for Scenekunst).
Ordet "Istropolitana" er taget fra det oldgræske navn for Bratislava, Istropolis, som betød "Donau By".